# Arènes d'Aimargues
Les arènes d'Aimargues, inaugurées en 1975, sont les arènes de la commune d'Aimargues située dans le département français du Gard. Elles peuvent contenir 1 000 personnes. Elles sont entièrement dédiées à la course camarguaise, mais lors de la fête votive d'Aimargues on assiste aussi à des abrivados et des bandidos. Le premier rassemblement de Bouvino a lieu en mars .

## Historique
Les arènes étaient autrefois l'ancien « plan de charrettes » portatif situé sur la place d'Aimargues et que chaque village possédait autrefois. Il s'agissait de rassembler des charrettes et de les mettre bout à bout autour d'une place pour délimiter une piste de fortune où évoluaient taureaux et raseteurs.
Un toril démontable est créé en 1905 pendant le mandat de Léon Fontanieu, puis remplacé par un toril en maçonnerie sous Jean Joujou, en octobre 1908.
Les arènes actuelles remplacent depuis 1975. Elles sont formées de tubulures qui entourent la place de manière fixe, avec des platanes qui en masquent une partie et qui offrent de l'ombre.
Largement remaniées dans les années 2000 par l'architecte Marc Schruoffeneger, elles sont inaugurées lors de la fête votive de 2007 — alors qu'elles devaient initialement l'être en 2005 — sous le nom de Léopold-Dupon,,.

## Tauromachie
On y pratique les courses camarguaises et les toro-piscine uniquement. Mais aussi « un jeu très ancien, un jeu camarguais : l’abrivado ou la bandido, le sens et le nom changent selon le moment de la journée, cette tradition a une dimension sociale et historique selon Claude Raynaud ».
Une des figures historiques de la tradition camarguaise, la manadière Fanfonne Guillierme (1895-1989), qui vivait à Aimargues, y a sa statue. Sa mémoire est honorée par un buste placé dans le jardin public qui occupe l’emplacement de l’ancien château. 
Les cocardiers aimarguois sont particulièrement célèbres par la manière dont ils sont nommés. Frédéric Saumade cite notamment Scorpion, aux cornes en forme de scorpion, Arrogant qui était arrogant, Facteur qui a bousculé un facteur. Mais aussi les cocardiers aux noms patriotiques : Clemenceau, Joffre, Marat, Danton. Les fêtes de bouvino commencent au début mars.
Les arènes sont dotées d'un ascenseur permettant l'accès du site aux personnes à mobilité réduite.

## Léopold Dupont
Né le 13 avril 1924 à Aimargues, il est le fils du conseiller municipal Félix Dupont.
Époux de Juliette Valette, est le père d'Alain Dupont, futue adjoint du maire Jean-Paul Franc, et suppléant du conseiller départemental du canton d'Aigues-Mortes Robert Crauste.

### Footballeur
Il débute comme défenseur au Stade olympique aimarguois en 1940. Il signe ensuite à Vergèze, puis est footballeur professionnel un an durant à l'ASSE. Il revient ensuite dans le Gard pour rejoindre les clubs du Vigan, puis de Saint-Laurent-d'Aigouze, et termine sa carrière en 1962 au Grau-du-Roi.

### Raseteur et homme de bouvine
Il étudie la course camarguaise à l'école taurine de Vendargues.
Il participe à sa première royale, la Lafont-Delbosc, avec notamment Giniez, Labrado et Maurice Bastide à Lunel en 1944.
Il rasette Arrogant, le Sangar, Vovo. Il reçoit la cornada à plusieurs reprises : par Charmentoun de Lafont à Marsillargues, une vache à Boisseron, Gendarme de Nou et Galant de Lafont à Aigues-Vives. Retiré de la course en 1958, il devient tourneur successivement pour Manolo Falomir, André Soler, Roger Pascal, Norbert Geneste, Patrick Castro, Gérard Barbeyrac, et, enfin, Jacky Siméon et ses frères. Il est blessé à Port-Saint-Louis-du-Rhône en 1959.
Il est également responsable de l’école taurine de Pérols, où il a comme élèves Jacky Siméon et ses frères Jean-Pierre et Raymond. Il est président d'honneur du club taurin La Balestilla.
Membre du club des « Anciens razeteurs », il en est membre du bureau lors de sa création en 1987,.
Il meurt le 5 octobre 2010  à Vauvert.
Le trophée Léopold-Dupont, organisé chaque année[Depuis quand ?] par le club taurin dans les arènes, récompense un raseteur et un taureau.